# Ратланд (Северна Дакота)
Ратланд (енгл. Rutland) град је у америчкој савезној држави Северна Дакота.

## Демографија
По попису из 2010. године број становника је 163, што је 57 (-25,9%) становника мање него 2000. године.
| Група             | 2000.       | 2010.       |
| Белци             | 214 (97,3%) | 159 (97,5%) |
| Афроамериканци    | 0 (0,0%)    | 0 (0,0%)    |
| Азијати           | 1 (0,5%)    | 1 (0,6%)    |
| Хиспаноамериканци | 0 (0,0%)    | 0 (0,0%)    |
| Укупно            | 220         | 163         |